# Viburnum rhytidophyllum
Viburnum rhytidophyllum is een groenblijvende struik of kleine boom, die behoort tot de muskuskruidfamilie (Adoxaceae). De plant komt van nature voor in de bossen van China in de provincies Guizhou, westelijk Hubei, zuidelijk Shaanxi en Sichuan. De struik wordt aangeplant in siertuinen en parken. Het aantal chromosomen is 2n = 18.
De struik wordt tot 4 meter hoog. De bast is grijsachtig bruin. De twijgen zijn het eerste jaar dicht wollig behaard met geel-witachtige, geel-bruinachtige of rood-bruinachtige sterharen. In latere jaren is de tak kaal en bezet met kleine, ronde lenticellen. De winterknoppen zijn wollig behaard met geel-bruinachtige of rood-bruinachtige sterharen. Het leerachtige, 8–10 cm lange en 1,5-2,5 cm brede blad is eirond-langwerpig tot eirond-lancetvormig met een iets spitse tot stompe top. De bladrand is gaaf of onduidelijk getand. De nerven liggen diep in het blad. In het jonge stadium is het blad geel-witachtig en verkleurd later naar geel-bruinachtig of rood-bruinachtig met een groene, glanzende bovenzijde. De 1,5–3 cm lange bladsteel is dicht wollig behaard met geel-witachtige, geel-bruinachtige of rood-bruinachtige sterharen.
De struik bloeit na het in blad komen in april en mei met een 7–12 cm groot, eindstandig schermachtig gevorkt bijscherm. De vertakking van de eerste orde heeft meestal zeven stralen, die dicht wollig behaard zijn met geel-witachtige, geel-bruinachtige of rood-bruinachtige sterharen. De groene schutbladen lijken op de bladeren, zijn liniaal- tot liniaal-lancetvormig en bedekt met pluimpjes sterharen. De bracteën zijn liniaalvormig. De bijna ongesteelde tot kort gesteelde bloemen zitten aan de stralen van de derde orde.
De vijf, groene, 2–3 mm lange kelkbladen zijn tot een klokvormige buis vergroeid en wollig bedekt met geel-witachtige sterharen. De vijf, 0,5–1 mm lange kelktanden zijn driehoekig-eirond en hebben een stompe, iets gewimperde top. De vijf bijna kale, 3–4 mm lange, witte kroonbladen zijn buisvormig vergroeid met 2–3 mm lange slippen, die een afgeronde top en een gave rand hebben. De doorsnede van de bloem is 5–7 mm. De vijf 6 mm lange meeldraden steken buiten de kroon uit. De gele, breed-elliptische helmhokjes zijn ongeveer 1 mm lang. De stamper steekt boven de kelktanden uit en heeft een knopvormige stempel.
De eenzadige steenvruchten rijpen in september en oktober en verkleuren tijdens het rijpen van rood naar zwart. De breed elliptische vrucht is 6–8 mm lang en heeft een ronde basis en top. Het breed elliptische, aan de top afgeronde zaad is 6–7 mm lang en 4–5 mm breed en heeft aan de rugzijde twee en aan de buikzijde drie groeven.

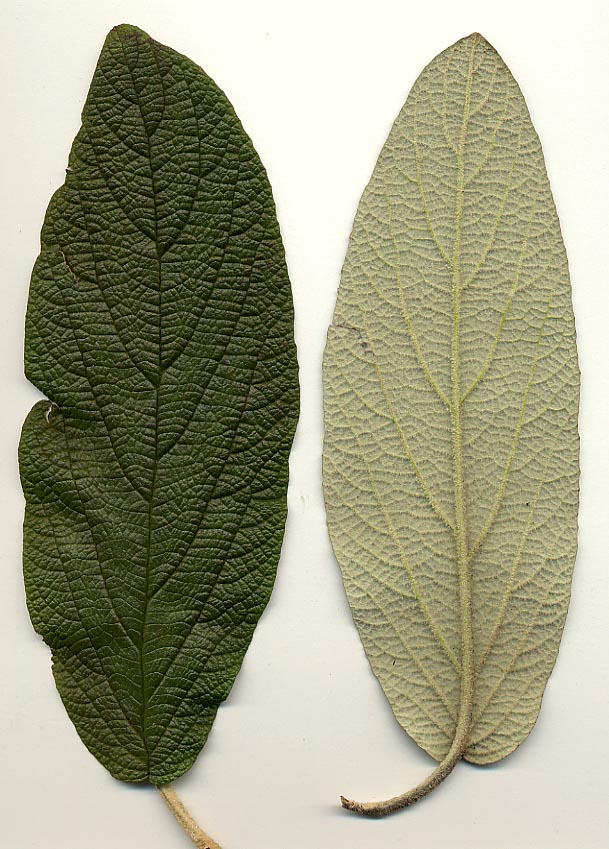
Onder- en bovenkant van blad
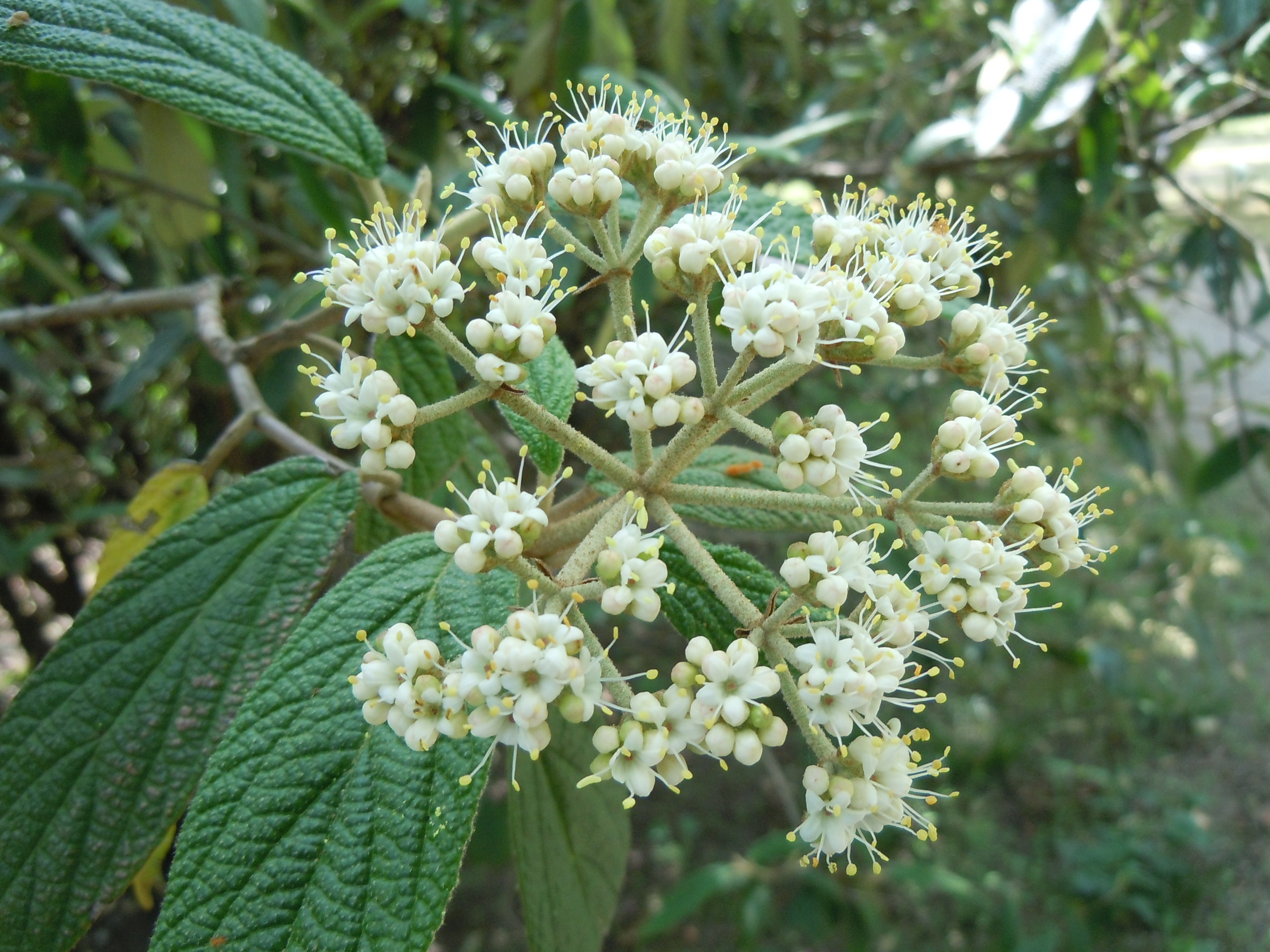
Bloeiwijze
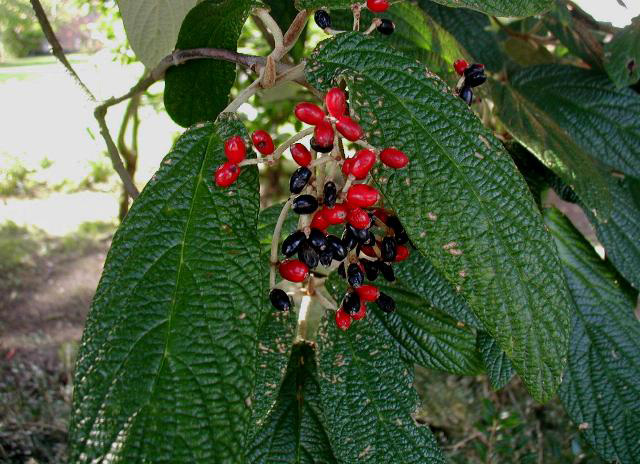
Rijpe en onrijpe vruchten
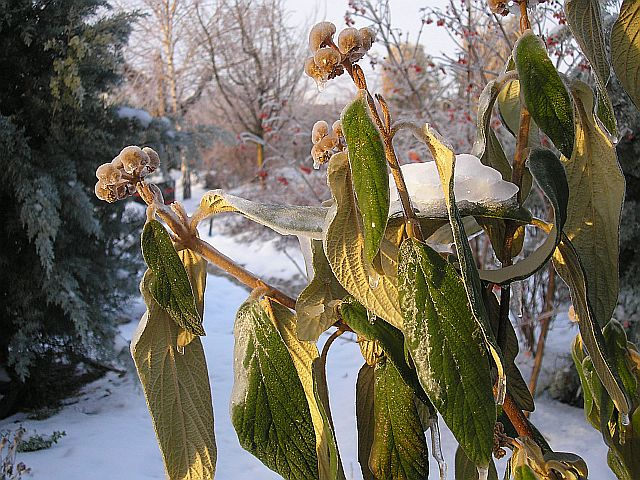
Bladhouding tijdens vorst

... · 
V. lantana (Wollige sneeuwbal) · 
V. opulus (Gelderse roos) · 
V. rhytidophyllum · 
V. tinus · 
...